# Партия свободной земли (США)
Партия свободной земли или партия Фрисойлеров (англ. Free Soil Party), также известная как Свободная демократическая партия или Свободная демократия — политическая партия США, активно действовавшая в конце 1840-х—начале 1850-х годов. Возникла в 1848 году в результате объединения фракции «барнбёрнеров» Демократической партии (её северное крыло, лидер — Мартин Ван Бюрен, в противовес фракции «Ханкеров», раскол между фракциями произошёл в 1848 году после того как барнбёрнеры не поддержали выдвижение в Президенты Льюиса Кэсса), фракции «Совесть» Партии Вигов (её северное крыло, лидер — Чарльз Фрэнсис Адамс, в противовес фракции «Хлопок», раскол между фракциями произошёл в 1848 году после того как фракция «Совесть» не поддержала выдвижение в Президенты Закари Тейлора) и Партии свободы. Девизом партии был: «Свободная земля, свобода слова, свободный труд и свободные люди» (англ. Free Soil, Free Speech, Free Labor and Free Men). Стояла на антирабовладельческой основе и включала бывших вигов и демократов. Резко выступала против распространения рабства на новые западные территории, считая, что свободный человек на свободной земле представляет собой и морально, и экономически гораздо более продвинутую систему по сравнению с рабовладельческой. Однако, партия не призывала к отмене рабства в южных штатах, где оно уже существовало, так как их целью была экспансия на запад и предохранение этих территорий от рабов. После поражения Мартина ван Бюрена на выборах Президента США в 1848 году фракция «Совесть» вышла из Партии Свободной Земли и вновь соединилась с Партией Вигов.
Была третьей по величине партией на президентских выборах 1848 и 1852 года. Однако, после выступления против Компромисса 1850 года партия потеряла существенную часть своего электората.
В 1854 году объединилась с фракцией «Совесть» в Республиканскую партию.

## Комментарии
1. ↑  Партия свободной земли стремилась не допустить распространения рабства на территории США, тем самым предотвратив появление в перспективе новых рабовладельческих штатов; тем не менее партия не призывала к отмене рабства в штатах, где оно уже существовало.